# Max Ippen
Max Ippen (16. května 1906 Vídeň – 28. května 1957 Paříž) byl český inženýr a podnikatel, který reprezentoval Československo v jízdě na bobech na Zimních olympijských hrách 1948.
Pracoval jako prokurista ve strojírenské firmě svého strýce Alfréda Ippena v Hradci Králové, která v době před druhou světovou válkou vyráběla ocelové závory na ochranu pohraničních cest, zvané „ippenky“. Za protektorátu rodina pro svůj židovský původ o podnik přišla, Max byl vězněn v Auschwitzu a jako jediný z příbuzenstva přežil holokaust. Po válce žil ve Švýcarsku, stal se majitelem závodního bobu a před olympiádou ve Svatém Mořici se nabídl Československému olympijskému výboru jako vůbec první reprezentant země v tomto sportovním odvětví. Spolu s brzdařem Jiřím Novotným se přihlásili k závodu dvojbobů a skončili na předposledním 14. místě. Poté se Ippen rozhodl zúčastnit také soutěže čtyřbobů a začal v řadách československé výpravy shánět členy posádky. Podařilo se mu přemluvit náhradníka lyžařské hlídky Františka Zajíčka a čtvrtým členem posádky se na poslední chvíli stal student Ivan Šipajlo, který původně přijel na olympiádu jako divák. Československý čtyřbob dojel opět na předposledním 14. místě.
Po Únoru 1948 se již Ippen do Československa nevrátil, zemřel na služební cestě v Paříži v roce 1957.